# Kozluk (Turcja)
Kozluk – miasto w Turcji, w prowincji Batman. W 2019 roku liczyło 26 540 mieszkańców.